# Amenemhet-II.-Pyramide
Die Amenemhet-II.-Pyramide befindet sich etwa in der Mitte des Dahschur-Plateaus. Sie ist heute sehr stark zerstört, da man sie als Steinbruch benutzte. Die Reste der Kalksteine gaben ihr den heutigen Namen „Weiße Pyramide“. Der antike Name der Pyramide war eventuell Ba-Amenemhat. Die Pyramidenstadt hieß Sechem-Amenemhat. Zum Bau der Pyramide wurden Kriegsgefangene aus Asien herangezogen.

## Forschungsgeschichte
In den Jahren 1894/95 grub Jacques de Morgan im Pyramidenbezirk. Er konzentrierte sich allerdings auf die Gräber der Prinzessinnen Ita und Chnumet; der wunderbare Schmuck war damals ein spektakulärer Fund (heute im Museum Kairo). Der restliche Bezirk wurde gar nicht oder nur oberflächlich untersucht.
Nach dem Taltempel wurde noch nicht geforscht, auch eine umfassende Untersuchung des kompletten Pyramidenbezirks steht noch immer aus. Im November 2018 fand man bei Ausgrabungen in der Pyramide 8 Mumien, von denen 3 gut erhalten sein sollen. 

## Name
Eine Besonderheit der Pyramiden der 12. Dynastie ist die Verwendung unterschiedlicher Namen für verschiedene Teile des Pyramidenkomplexes. Während die Anlagen des Alten Reiches lediglich einen Namen für den gesamten königlichen Grabkomplex besaßen, hatten die Anlagen der 12. Dynastie bis zu vier Namen, welche die eigentliche Pyramide, den Totentempel, die Kultanlagen des Bezirks sowie die Pyramidenstadt bezeichneten. Der Name der Amenemhet-II.-Pyramide ist nicht mit letzter Sicherheit belegt, dürfte aber Ba-Imen-em-hat („Gestaltfähig ist Amenemhet“) gelautet haben. Dieser Name ist nur auf einem Relieffragment aus Matarieh überliefert und wurde auch als Ach-Imen-em-hat oder Djefa-Imen-em-hat gelesen. Jedoch scheint Ba-Imen-em-hat die wahrscheinlichste Lesung zu sein. Der Name Djefa-Imen-em-hat („Amenemhet ist versorgt“) wurde ursprünglich von Wolfgang Helck für den Namen der Pyramide gehalten, was von anderen Forschern wie Farouk Gomaà und Rainer Stadelmann übernommen wurde. Hartwig Altenmüller konnte allerdings aufzeigen, dass dies eine Fehlannahme war. Da der Name mehrfach in Verbindung mit Statuenstiftungen genannt wird, bezeichnet er nicht die Pyramide, sondern die Kultanlage und den Totentempel beziehungsweise den gesamten Pyramidenbezirk. Die Pyramidenstadt trug den Namen Sechem-Imen-em-hat („Amenemhet ist stark“). Er ist auch in der Kurzform Sechem-Imeni und in einem Fall in der Form Sechem-Imenu überliefert. Die Stadt wurde später unter dem gleichen Namen vom Amenemhets Urenkel Amenemhet III. in seine Pyramidenanlage mit einbezogen.

## Die Pyramide

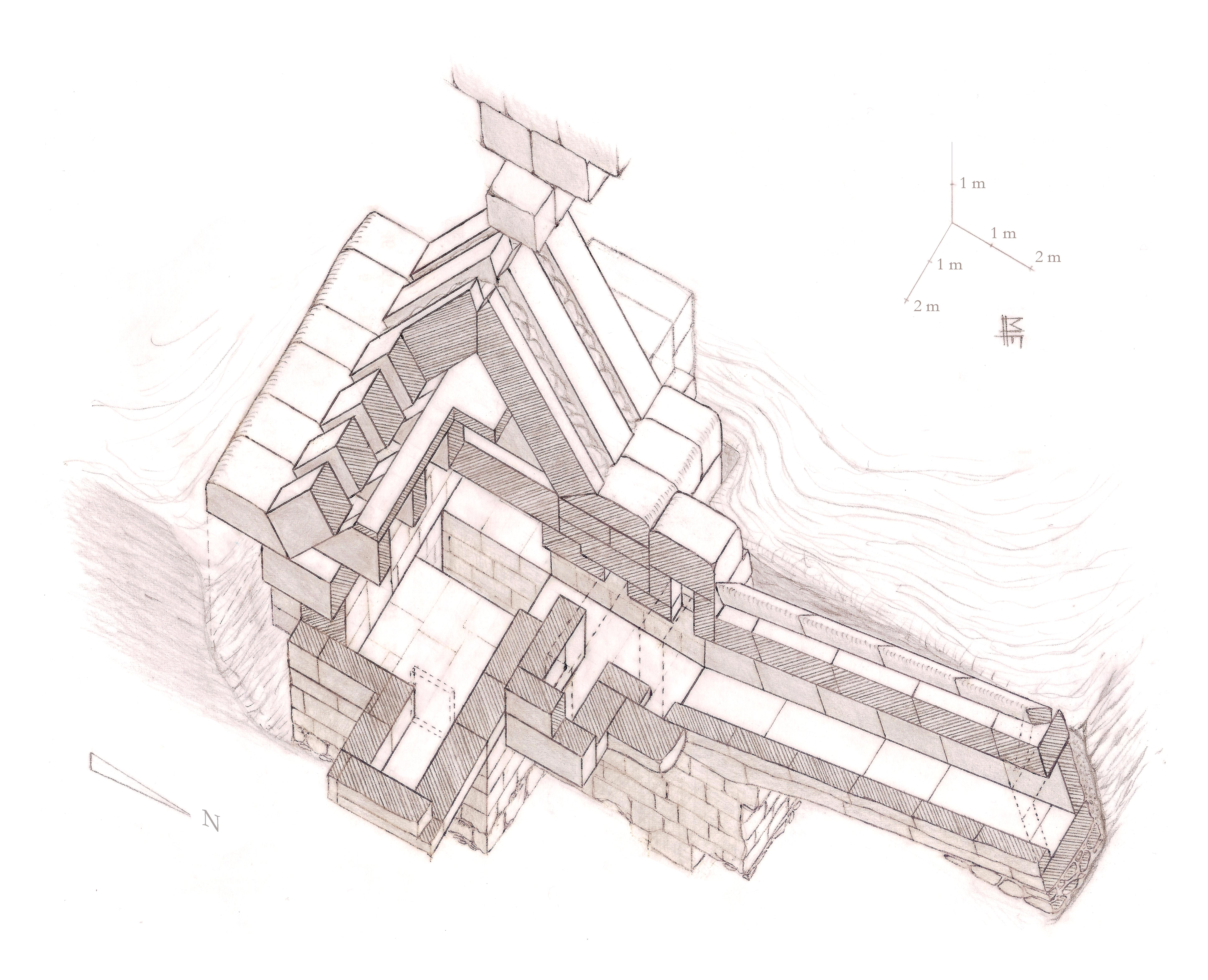
Eingangspassage und Grabkammer

Die Pyramide selbst befindet sich zentral im Bezirk. Sie bestand aus einem Skelett aus Stützmauern, die mit Kalksteinen errichtet waren. Die Zwischenräume wurden einfach mit Sand verfüllt. Verkleidungssteine wurden nicht mehr gefunden, daher ist der Winkel und die Höhe der Pyramide nicht mehr zu ermitteln. Die Basis soll etwa 50 m betragen haben.
Der Eingang zur Pyramide befindet sich in der Mitte der Nordseite. Ein vor der Grabkammer mit zwei Fallsperren gesicherter Gang führt zur Grabkammer im Zentrum, der vier Nischen für Statuen angegliedert waren. Die Decke der Grabkammer war flach und wurde durch zwölf Kalksteinbalken entlastet.
Der Sarkophag aus Sandsteinplatten war im Boden eingelassen. Von der Grabkammer aus führt ein etwa zwei Meter tiefer Schacht zu einem weiteren kurzen Gang Richtung Norden. Am Ende dieser Passage befindet sich ein quadratisches Loch, möglicherweise für die Aufnahme der Kanopen.

## Der Pyramidenbezirk

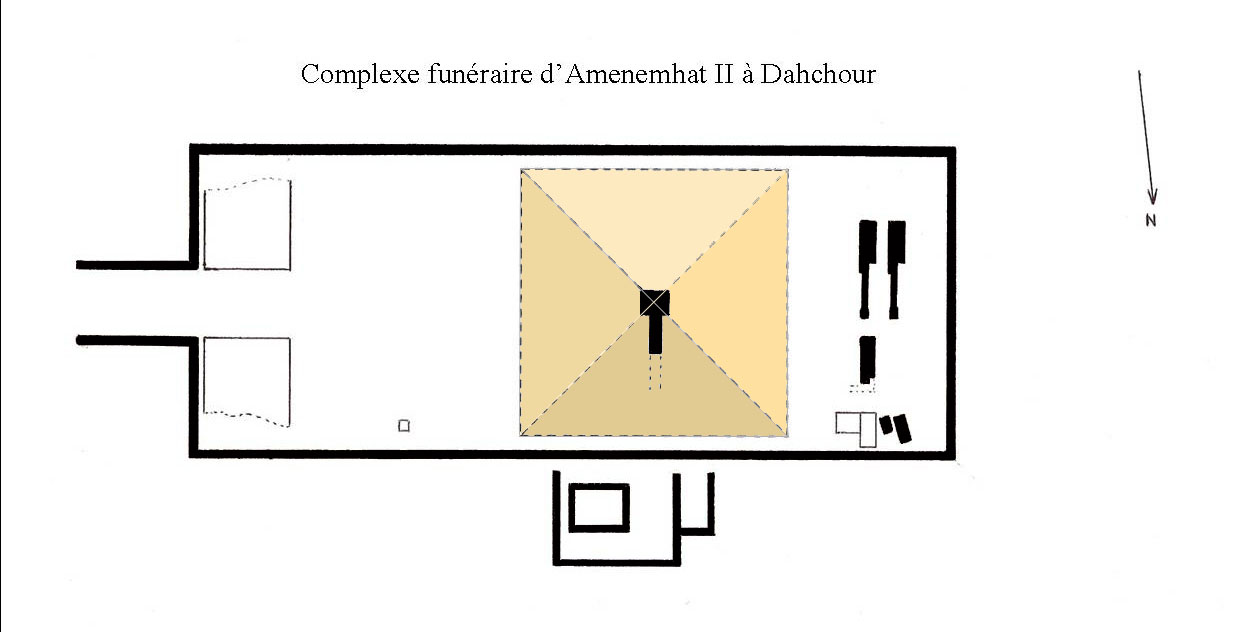
Plan des Pyramidenbezirks

Der Pyramidenbezirk mit dem Namen „Amenemhet ist versorgt“ besteht aus einer langgezogenen, rechteckigen Einfriedung, wie man sie auch aus der 3. Dynastie kennt. Die Ausrichtung erfolgte in ost-westlicher Richtung mit zwei massiven Pylonen im Osten. Zwischen diesen endete der Aufweg zum Bezirk. Amenemhet II. war der 3. König der 12. Dynastie. Mit seiner Grabanlage kehrte er nach Dahschur zurück, wo bereits König Snofru aus der 4. Dynastie die Knickpyramide und die Rote Pyramide errichtet hatte.